# Psychotria brachyanthema
Psychotria brachyanthema är en måreväxtart som beskrevs av Paul Carpenter Standley. Psychotria brachyanthema ingår i släktet Psychotria och familjen måreväxter. Inga underarter finns listade i Catalogue of Life.